# Pek (rivière)
Pour les articles homonymes, voir Pek.
Le Pek, en serbe cyrillique Пек, est une rivière de l'est de la Serbie. Sa longueur est de 129 km. Le Pek est un affluent droit du Danube coulant dans les régions d'Homolje, de Zvižd et de Braničevo. Il fait partie du bassin de drainage de la mer Noire ; son propre bassin de drainage couvre une superficie de 1 230 km2. Le Pek n'est pas navigable.

## Région d'Homolje
Le Pek naît de deux sources principales, le Veliki Pek et le Mali Pek (en cyrillique : Велики Пек et Мали Пек, le « grand Pek » et le « petit Pek »).
Le Mali Pek vient des pentes septentrionales du mont Liškovac. Il coule en direction du sud-ouest, traverse la ville de Majdanpek, un des plus grands centres miniers de Serbie. Le nom de Majdanpek signifie d'ailleurs « la mine sur le Pek ». Rapidement la rivière atteint le versant occidental des monts Homolje et mêle ses eaux à celles de la Lipa à Debeli Lug. Mesuré à partir des sources de la Lipa, le Pek coule sur 129 km ; mesuré à partir de sa propre source, il coule sur 110 km.
Près du confluent des deux rivières, se trouve le réservoir de Veliki Zaton (ou Valja Fundata), utilisé pour les besoins des mines avoisinantes. Très pollué, il constitue une menace pour l'écologie de la région et pour le Pek lui-même.
La Lipa (ou Veliki Pek) prend sa source sur le versant occidental du Veliki Krš, près du village de Lipa. Elle coule en droite ligne vers le nord, suivant le versant occidental du Mali Krš, près de Vlaole et de Jasikovo, où elle reçoit les eaux de son affluent gauche, le Jagnjilo (Јагњило). Elle passe à Leskovo avant de rencontrer le Pek.
Peu après, le Pek reçoit les eaux du Todorov (en cyrillique : Тодоров), sur sa gauche, et du  Železnik (en cyrillique : Желеѕник), sur sa droite. Puis Le Pek continue sa course vers le nord, passe entre les montagnes d'Homolje et de Severni Kučaj, près de Blagojev Kamen et reçoit les eaux de la Brodica, à droite, et celles de la Komša et de la Kisela Voda, à gauche.

## Région de Zvižd

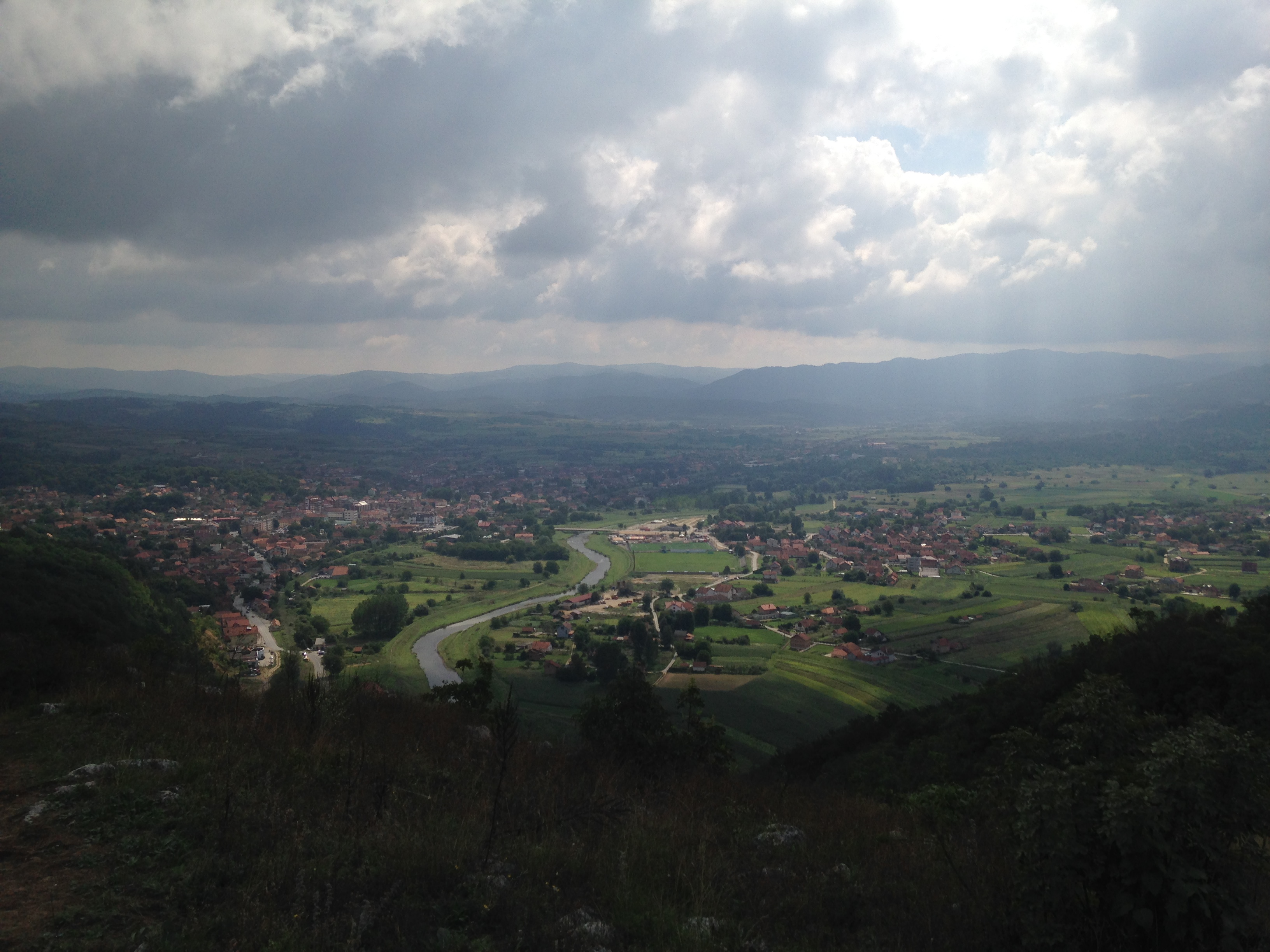
Vue sur Kucevo depuis la montagne Jelena Stena.

À Rečica, le Pek entre dans la Gorge de Kučevo (Kučevska klisura/Кучевска клисура). Sur sa gauche, il reçoit les eaux de la Gložana (Гложана) et sur sa droite celle de la Dajša (Дајша), puis il forme un coude en direction du nord à Neresnica ; il quitte la gorge et entre dans la dépression de Kučevo (Kučevska kotlina/Кучевска котлина), où se trouve la ville de Kučevo. Le Pek continue sa course vers le nord, à travers la Gorge de Kaona (Kaonska klisura/Каонска клисура), entre les localités de Kaona et de Turija. La rivière fait un nouveau coude près de Sena, de Lješnica et de Mišljenovac et elle entre dans la région de Braničevo.

## Région de Braničevo
Dans la partie finale de son cours, le Pek forme une boucle en direction de l'est. Dans la région de Braničevo, la rivière se divise en plusieurs bras et passe près de nombreuses localités : Zelenik, Klenje, Mrčkovac, Miljević, Šuvajić, Donja Kruševica, Tribrode, Braničevo et Kusiće. Puis il se jette dans le Danube à l'est de la ville de Veliko Gradište. Dans cette partie de son cours, la rivière reçoit sur sa gauche un important affluent, la Češljebarska reka (en cyrillique : Чешљебарска река).

## Les mines
Le bassin du Pek est riche en minerais et en minéraux, comme le cuivre, le fer, la pyrite, le zinc, le tungstène et le charbon (mine de Rakova Bara). Mais la rivière est surtout célèbre pour l'or qu'elle charrie, en provenance des montagnes autour de Majdanpek. Pour cette raison, la rivière est surnommée le « Zlatni Pek » (en cyrillique : Златни Пек, « le Pek en or »).